# Zygmunt Robaszkiewicz
Zygmunt Robaszkiewicz  MSF (ur. 16 października 1958 w Nietuszkowie) – polski duchowny katolicki, członek Zgromadzenia Misjonarzy Świętej Rodziny, w latach 2001–2022 biskup diecezjalny Morombe, biskup Mahajanga od 2023.

## Życiorys
W 1978 wstąpił do Zgromadzenia Misjonarzy Świętej Rodziny. W latach 1980-1986 studiował filozofię i teologię w Wyższym Seminarium Duchownym w Kazimierzu Biskupim.
Święcenia kapłańskie przyjął 11 czerwca 1986. W 1987 wyjechał do Francji na przygotowanie językowe, zaś trzy lata później wyjechał do Madagaskaru i rozpoczął pracę w diecezji w Morombe. Był m.in. wikariuszem i proboszczem parafii w Manja, a także wikariuszem generalnym diecezji i proboszczem miejscowej katedry.

### Episkopat
24 kwietnia 2001 papież Jan Paweł II mianował go biskupem diecezjalnym Morombe. Sakry biskupiej udzielił mu 2 września tegoż roku biskup Fulgence Rabeony.
19 listopada 2022 papież Franciszek mianował go ordynariuszem diecezji Mahajanga. 